# Андрате
Андрате (італ. Andrate, п'єм. Andrà) — муніципалітет в Італії, у регіоні П'ємонт,  метрополійне місто Турин.
Андрате розташоване на відстані близько 550 км на північний захід від Рима, 55 км на північ від Турина.
Населення — 519 осіб (2014).

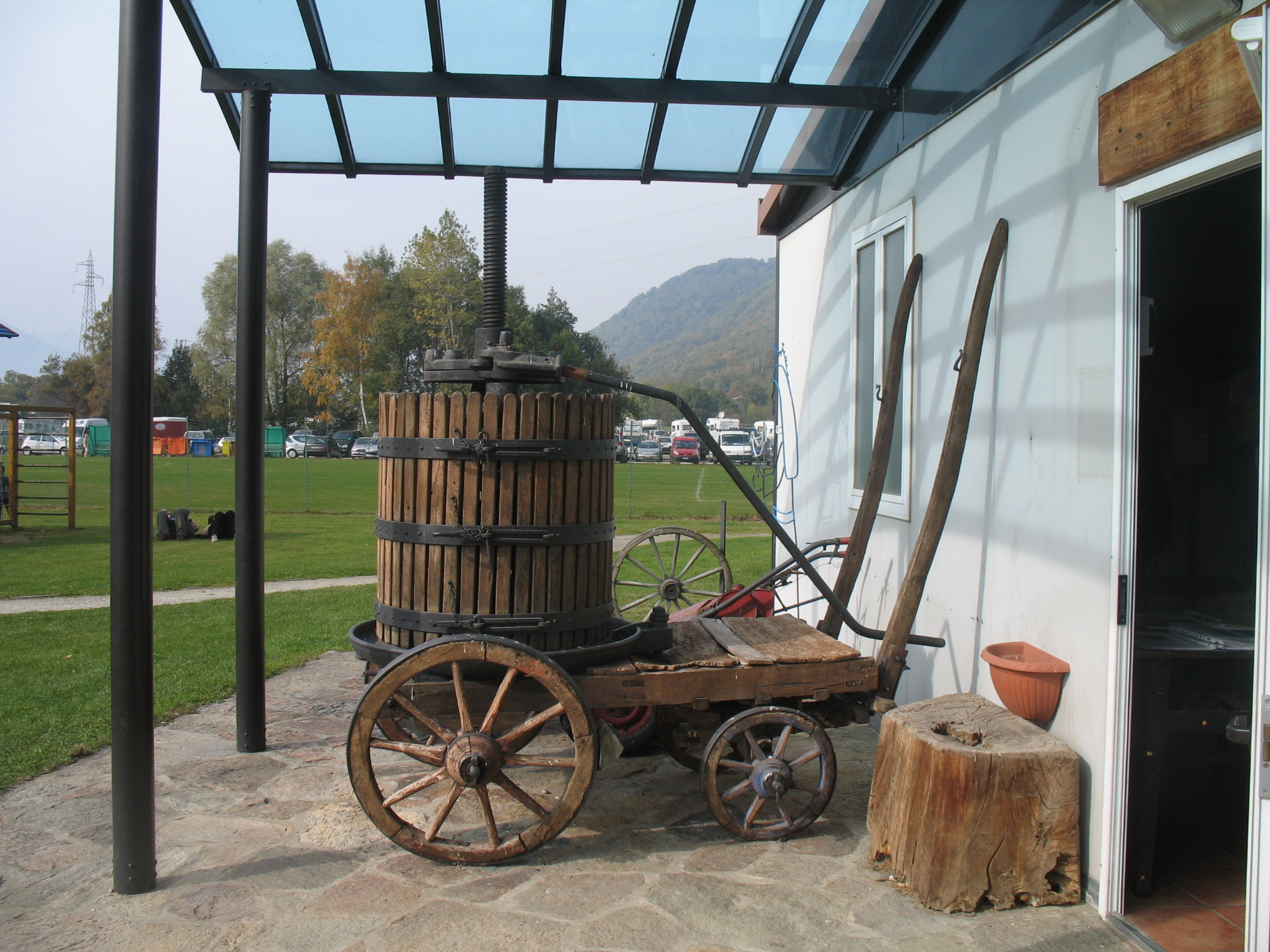

Щорічний фестиваль відбувається 4 листопада. 
Покровитель — святий Петро in Vincoli.

## Демографія
Населення за роками:

Станом на 1 січня 2023 року в муніципалітеті офіційно проживало 38 іноземців з 8 країн, серед них 27 громадян країн Євросоюзу.

## Сусідні муніципалітети
- Боргофранко-д'Івреа
- К'яверано
- Донато
- Номальйо
- Сеттімо-Віттоне